# Chiesa di San Martino (Salisbury)
La chiesa di San Martino (in inglese Church of St Martin), è la chiesa anglicana che si trova a Salisbury, città nella contea del Wiltshire nel Sud Ovest dell'Inghilterra, Regno Unito. La storia del luogo di culto inizia attorno al XIII secolo, rientra nella diocesi di Salisbury ed è considerato dall'English Heritage un monumento di prima categoria per il suo particolare interesse storico e architettonico.

## Storia
La chiesa parrocchiale anglicana di Salisbury con dedicazione a San Martino venne edificata a partire dal XIII secolo, probabilmente su un edificio preesistente. La prima parte della struttura fu la sua parte presbiteriale. In seguito la chiesa venne ampliata, a partire dal secolo successivo, con la torre munita di guglia. La navata centrale e quella laterale vennero ricostruite in più fasi a partire dal XV secolo. Attorno alla metà del XIX secolo venne ricostruita dagli architetti Thomas Henry Wyatt e David Brandon mentre le modifiche ai suoi interni vennero realizzate nei primi decenni del XX secolo, ad opera di Charles Edwin Ponting. Scavi esplorativi sotto il presbiterio, condotti nei primi anni del XXI secolo, hanno portato alla luce tre sepolture sassoni di bambini poste al di sotto delle numerose sepolture post-medievali con volte in mattoni. Questo confermerebbe che la chiesa è di fondazione sassone, probabilmente ricostruita o ampliata a forma cruciforme dai Normanni, e ricostruita nuovamente a partire dal XIII secolo, presumibilmente in parte a seguito dello spostamento da Old Sarum e della costruzione della nuova cattedrale di Salisbury, iniziata nel 1220. Attorno alla fine del XV secolo l'edificio raggiunse le forme generali che ci sono pervenute. L'architetto Thomas Henry Wyatt, al quale si deve il lavoro del XIX secolo, si era formato sotto la guida di Philip Hardwick, fu architetto onorario della Salisbury Diocesan Church Building Society, che gli affidò i progetti per la costruzione e il restauro di oltre quaranta chiese nel Wiltshire. Charles Edwin Ponting, di Marlborough fu geometra diocesano per la regione del Wiltshire della diocesi di Salisbury dal 1883 al 1928, per la regione di Bristol dal 1887 al 1915 e per la regione del Dorset dal 1892 al 1928.

## Descrizione
L'English Heritage ha inserito dal 28 febbraio 1952 la chiesa di San Marino di Salisbury tra gli edifici storici come monumento classificato di prima categoria col numero 1259041. Tra le motivazioni citate il fatto che è una chiesa medievale completa con coro del XIII secolo, campanile del XIV secolo e navate laterali e tetti a carro del XV secolo. ha un leggio con aquila in legno del XV secolo e il gruppo dell'Annunciazione in alabastro. In tempi recenti è stato valorizzato il coro in stile inglese antico. Il luogo di culto appartiene alla diocesi di Salisbury.

### Esterni
Il luogo di culto si trova nella parte orientale dell'abitato Salisbury nel Sud Ovest, Inghilterra, Regno Unito. È posta sul fianco meridionale di Milford Hill, a est della cattedrale di Salisbury e al di fuori del centro città. L'edificio è in pietra mista a selce, pietrisco e pietra arenaria. Le coperture del tetto sono in tegole. La pianta mostra la navata centrale a quattro campate con navate laterali nord e sud a tutta lunghezza. Il presbiterio a tre campate con sagrestia del coro, cappella sud e sacrestia ottagonale nell'angolo nord-est adiacente alla sagrestia del coro. L'ingresso principale è a ovest, fiancheggiato da un campanile a sud, e da una cappella bassomedievale, divenuta sagrestia, a nord. L'estremità occidentale è dominata dalla torre e dalla sua guglia del XIV secolo, forse edificata sul sito di una torre precedente. Presenta contrafforti angolari, piccole monofore inferiori e campanili a due luci con trafori curvilinei forse risalenti al 1350 circa. Il solido parapetto semplice nasconde la base di una guglia slanciata con angoli modanati e tre fasce di modanature. Il portico è fiancheggiato a nord da un'aggiunta in pietra a un piano, originariamente una cappella dedicata al Corpus Domini, probabilmente del XIV secolo. La navata nord presenta contrafforti regolari e trifore con trafori vittoriani. La sagrestia a base ottagonale, situata all'angolo nord-est, è probabilmente della fine del XIX secolo ed è in selce con piccole finestre e tetto a capanna. Il presbiterio presenta monofore del XIII secolo e conserva le tracce dei fori originali per le impalcature. Una trifora a gradini sul lato est fu inserita nel 1850 circa in sostituzione di una precedente finestra. Sopra, nel timpano, si trova un piccolo rosone decorato a foglia. La navata sud presenta finestre che sono probabilmente rifacimenti del XIX secolo. Le corrispondenti finestre della navata sud e nord est devono essere del 1849-50. Sulla parete sud, contro il secondo contrafforte da est, si trova una sporgenza della scala del XV secolo.

### Interni
La sala è di grandi dimensioni e suddivisa in tre navate. L'ingresso a forma di passaggio si estende tra la base della torre e la cappella occidentale. All'interno è evidente che la torre non è allineata con la navata centrale e la navata laterale sud, probabilmente perché segue le fondamenta di una torre della chiesa precedente. La muratura del muro ovest della navata centrale mostra come si è sviluppata la navata, da una bassa tettoia con un muro occidentale inclinato, in cui si trova un portale non più tardi della fine del XIII secolo. Su questa pendenza fu costruita la torre in pietra, e la navata laterale si allargò successivamente oltre di essa. La navata centrale e le navate laterali sono regolari, risultato di sopraelevazioni e rifacimenti del XV secolo. I pilastri del porticato presentano quattro fusti quasi indipendenti con cavità concave intermedie, capitelli modanati e ampi archi ogivali. I soffitti della navata centrale e laterale sono del XV secolo, con volte a botte e pannelli di sottili costoloni in legno con bugnato. Nella parete della cappella sud si trovano le aperture e la scala che conduce a un soppalco. La cappella nord è chiusa a livello del suolo per ospitare la sagrestia, con la galleria dell'organo sopra di essa. Il parapetto della galleria è traforato con motivi floreali, probabilmente opera di Charles Edwin Ponting, tra il 1890 e il 1910 circa. La chiesa ha due archi del presbiterio, quello a ovest forse del XV secolo, quello a una campata a est interamente vittoriano, ma sulla linea dove doveva trovarsi l'arco del presbiterio del XIII secolo. In alto, all'estremità orientale della navata nord, si trova una testa di mensola del XV secolo. Gli svasati delle finestre della navata nord presentano archi a tutto sesto su mensole che si affacciano sulle nicchie delle finestre. I pavimenti sono di quercia sotto le sedute della navata centrale e della navata centrale, oppure in pietra con numerose lastre di supporto del XVII secolo e di tempi successivi, soprattutto nel presbiterio.
Il presbiterio è stato rinnovato e i suoi arredi edoardiani, intorno al 2006, sono stati sostituiti con altri in stile moderno. Il tramezzo del sacrario è intagliato e traforato. Il fonte battesimale è del XIII secolo, in pietra di Purbeck, a forma ottagonale con pannelli a cuspide trilobata, su semplici gambe cilindriche. il pulpito in pietra è riccamente scolpito e risale al 1884. Il dossale della cappella sud è stato rimosso dal presbiterio intorno al 2006. Nella parete della navata sud si trova un gruppo scultoero medievale in alabastro raffigurante l'Annunciazione, restaurato quando fu scoperto intorno al 1885-86. I sedili della navata centrale sono costituiti da semplici panche vittoriane in pino. Nel portico si trova una tomba a cassa con fronte a pannelli, inserita in una nicchia ad arco, forse dell'inizio del XVI secolo. Gli ottoni sono mancanti. Nella sala si conserva il monumento rococò dedicato a Bennet Swayne formato da un obelisco in marmo nero o ardesia con un doppio medaglione con ritratto, sopra un sarcofago su una base con iscrizione, con volute di sostegno, attribuito stilisticamente a Sir Robert Taylor. Adiacente si trova una lapide più modesta dedicata ai Ludlow di Clarendon con ricca decorazione barocca. Una serie di lapidi neoclassiche minori si trova nelle navate laterali. Le vetrate hanno valore artistico e sono opera di Christopher Webb e di Clayton & Bell. La chiesa conserva gli stemmi reali di Elisabetta I e di Giacomo.